# Dušica Spasić
Dušica Spasić (27. decembar 1949 — 23. mart 1972) bila je srpska medicinska sestra koja je umrla od posledica variole vere. Radila je na traumatološkom odeljenju Prve hirurške klinike. Prilikom prijema bolesnika došla je u kontakt sa obolelim Latifom Mumdžićem, učiteljem iz okoline Tutina, koji je 9. marta 1972. godine stigao na kliniku iz bolnice u Čačku i koji je preminuo dan kasnije, bez prave dijagnoze.

## Biografija
Dušica Spasić rođena je u beogradskom naselju Resnik, gde je odrastala uz roditelje Milana i Dobrilu i starijeg brata Slobodana. Po završetku srednje medicinske škole, Dušica Spasić se zaposlila na odeljenju za hitnu hirurgiju i traumatologiju Prve hirurške klinike u Beogradu. Po sećanju kolega, bila je „predana u svom poslu i divna osoba“.
Latif Mumdžić, 29-godišnji učitelj iz Tutina, prva je osoba kod koje se ispoljavaju simptomi velikih boginja. Nakon perioda inkubacije od jedanaest dana, kod Mumdžića počinju da se javljaju prvi znaci bolesti – bolovi, povraćanje, groznica. Narednih dana, simptomi će mu biti sve teži, ali doktori neće moći da utvrde tačnu dijagnozu. Od Tutina, preko Novog Pazara, stiže u bolnicu u Čačku. Tamo će o njemu brinuti medicinska sestra Milka Đurašić. Pošto mu je u Čačku stanje već izuzetno teško, sa izraženim osipom, groznicom i teškim bolovima, Mumdžić će biti prebačen u Beograd, na Dermatovenerološku kliniku.Tamo mu je postavljena dijagnoza „izuzetno teškog slučaja alergije na penicilin“.
I pored primenjene terapije, stanje mu se dodatno pogoršava, tako da će biti doneta odluka da se prebaci na Odeljenje za hitnu hirurgiju i traumatologiju Prve hirurške klinike. Na tom mestu, 9. marta 1972, primiće ga dežurna medicinska sestra Dušica Spasić, koja mu po protokolu meri pritisak i uzima generalije od pratnje pacijenta, nakon čega o transportu obaveštava dežurnog lekara Jugoslava Pantića, kome saopštava da je pacijent upućen sa sumnjom na krvareći čir na dvanaestopalačnom crevu. Pantić sumnja u ovu dijagnozu, ali takođe nema ideju šta bi moglo da bude u pitanju. Mumdžić je smešten u šok-sobu, gde će ga tokom noći negovati Dušica Spasić.
Mlada dvadesettrogodišnja devojka zaražena je opasnom bolešću, nije bila vakcinisana i fatalni ishod bio je neminovan. 18. marta, Dušica Spasić počinje da oseća malaksalost i bol, ali nastavlja da odlazi na posao. Ipak, simptomi joj se pogoršavaju. U noći između 20. i 21. marta, u svom domu u Resniku Dušica Spasić ne može da zaspi i žali se porodici na neizdržljive bolove u bubrezima, zbog čega oni misle da je reč o zapaljenju. Zovu hitnu pomoć, koja ne dolazi, tako da je na kraju komšija vozi u njenu bolnicu, Prvu hiruršku kliniku. U tom trenutku, prošlo je dvanaest dana od njenog kontakta sa Latifom Mumdžićem, ali tek nakon što su se 20. marta kod Latifovog brata Nedžiba pojavili simptomi koje je prethodno imao Latif, lekari u zdravstvenom centru u Novom Pazaru obaveštavaju nadležne u Beogradu o mogućoj pojavi velikih boginja u tom gradu. U isto vreme prijavljeno je i nekoliko sumnjivih slučajeva na Kosovu. Variola vera se tada smatrala iskorenjenom bolešću. Lekar i akademik Kosta Todorović koji je video boginje u epidemiji 1930. godine - bio je jedan od retkih lekara koji su mogli da je prepoznaju.
Lekari Prve hirurške klinike, upoznati sa situacijom na Kosovu i u Novom Pazaru, počinju da sumnjaju da Dušica Spasić ima simptome velikih boginja. Zato će 21.marta, oko 19.30, Dušica biti prebačena na Infektivnu kliniku. U toku noći krvarenja sluzokože očiju bila su sve veća, kao i bolovi u slabinskom predelu, koji se nisu smirivali ni posle visokih doza lekova protiv bolova. U to vreme, dr Ana Gligić, šef Nacionalne referentne laboratorije za variolu i druge poks viruse, arbo viruse i virusne hemoragične groznice, ispituje uzorke krvi Nedžaba Mumdžića.
Sutradan, 22. marta dr Ana Gligić posećuje Infektivnu kliniku, pošto joj je rečeno da tamo leži žena sa promenama na koži koje liče na variolu. Ana Gligić će se kasnije sećati: „Moj direktor i ja smo otišli tamo i ja sam rekla da to nije variola, već neka stafilokokna infekcija. Međutim, u sobi prekoputa neko je ječao na sav glas. Pitala sam doktora infektologa ko je to. Rekao mi je da je to jedna medicinska sestra koja ima napad žuči. ‘Dali smo joj sve moguće terapije, ali ništa ne pomaže’, rekao je moj kolega. Izrazila sam želju da je vidim. Bili smo opremljeni zaštitnim odelom i maskom, ušli smo u tu sobu. Koža joj je bila crvena, bila je sva u podlivima, ali nije imala drugih promena. Iz usta joj je išla sukrvica. Rekla sam šefu ‘ovo je purpurna variola (purpura variolosa), ona neće razviti nikakve pustule nego će umreti’.“ 
Odmah po postavljanju dijagnoze velikih boginja, Dušica je odvezena u karantin, u planinarski dom Čarapićev Brest na Avali. Sutradan, 23. marta 1972, Dušica Spasić umire. Imala je 23 godine. Ana Gligić će reći: „Dušica je već bila umrla kada smo mi iz njene krvi uradili izolaciju i utvrdili 21.750 virusnih čestica u kubiku krvi. Nije joj bilo spasa.“ 
Sahrana Dušice Spasić biće obavljena dan kasnije. Biće sahranjena u limenom, zavarenom kovčegu, bez obreda i obeležja, na . kraju resničkog groblja, u beogradskom predgrađu u kojem je živela pod policijskom pratnjom. Resnik je bio blokiran, a saobraćaj zaustavljen. Roditelji i brat nisu bili obavešteni o Dušičinoj sudbini – smešteni su u karantin u kome će provesti naredne tri nedelje, da bi tek na otpustu saznali za njenu smrt. Na četrdesetodnevnom pomenu Dušici Spasić okupio se veliki broj građana, a Savez zdravstvenih radnika Beograda postavio je bistu ispod koje su uklesane reči „Prva žrtva variole“.
Na ovu medicinsku sestru danas podseća ulica sa njenim imenom u Resniku i bista u holu klinike u kojoj je radila.
Goran Marković, je 1982. godine, sa mnogo umetničke slobode, snimio film Variola vera. U filmu se pojavljuje sestra koja takođe umire od variole. Film je izazvao krajnje negativnu reakciju porodice i prijatelja Dušice Spasić, koji su smatrali da je njen lik u ovom filmu oskrnavljen. Reditelj filma Goran Marković je više puta isticao kako likovi u filmu nisu zasnovani na stvarnim ličnostima, kao i da film predstavlja alegoriju društva, te da „nije bila reč samo o epidemiji bolesti već i o bolesti društva“.

## Nagrada
Mnogo godina kasnije, 2004. godine, udruženje medicinskih sestara i tehničara Sestrinstvo i časopis Viva ustanovili su nagradu Dušica Spasić, kojom se pohvaljuje rad medicinskih sestara sa bolesnicima. Prema njihovim rečima, nagrada je ustanovljena i zbog toga što je film koji je kasnije snimljen, uprljao njenu ličnost i naneo još veću tugu njenim najbližima zbog toga što je ne prikazuje onakvu kakva znaju da je bila, pa se ovom nagradom i rehabilituje lik ove požrtvovane i humane žene.

### Dobitnice nagrade
Statueta Dušice Spasić, veličine 20 cm urađena u bronzi, dodeljuje se uvek 24. marta.Godišnje se dodeljuju dve nagrade, jedna za sestru zaposlenu u Republici Srbiji, a druga nagrada za sestru zaposlenu u Kliničkom centru Srbije.
- 2006. godine: Slavka Mrđan, medicinska sestra na intenzivnoj nezi bolnice u Vrbasu i Radmila Stojanović iz Instituta za neuropsihijatrijske bolesti Kliničkog centru Srbije
- 2007. godine: Stanojla Đurović medicinska sestra Specijalne bolnice za plućne bolesti „Dr Budislav Babić“ iz Bele Crkve i Gordana Momčilović-Trojanović sa Instituta za neurohirurgiju Kliničkog centru Srbije
- 2008. godine: Miladinka Jovanović medicinska sestra u koronarnoj jedinici za kardiologiju Kliničkog centra Niš i Ljubica Guzjan medicinska sestra na Institutu za ORL Kliničkog centru Srbije
- 2009. godine: Violeta Lapadatović, Zdravstveni centar Petrovac na Mlavi i Milena Marić, institut za plućne bolesti i TBC, Klinički centar Srbije
- 2010. godine: Danica Maksimović, medicinska sestra Internog odeljenja Zdravstvenog centra u Kraljevu i medicinska sestra Danica Skočić zaposlena na Klinici za neurologiju Kliničkog centru Srbije
- 2011. godine:
- 2012. godine: Biljana Marinković-Anđelković zaposlena je na intenzivnoj nezi u stacionaru za poluzavisne pacijente, u Kliničkom centru Kragujevac i Slavica Dimitrijević medicinska sestra na na Klinici za kardiologiju Kliničkog centru Srbije
- 2013. godine: Lela Kocić, medicinska sestra na Klinici za endokrinologiju Kliničkog centra u Nišu i Goranka Stekić, medicinska sestra na Klinici za endokrinologiju, dijabetes i bolesti metabolizma Kliničkog centru Srbije.
- 2014. godine: Biljana Gavrić, medicinska sestra Službe za anesteziju Opšte bolnice u Valjevu
- 2015. godine: Ljiljana Markov, medicinska sestra sa ORL odeljenja Opšte bolnice "Đorđe Jovanović" u Zrenjaninu i Vesna Ćirić, medicinska sestra Klinike za plastičnu i rekonstruktivnu hirurgiju Kliničkog centru Srbije[[Klin
- 2016. godine: Miroslava Filipović, medicinska sestra Službe za plućne bolesti i TBC Opšte bolnice u Novom Pazaru i Žaklina Maksimović, medicinska sestra na Klinici za infektivne i tropske bolesti Kliničkog centru Srbije
- 2017. godine: Mirjana Pavlović, medicinska sestra iz Kliničko bolničkog centra u Kosovskoj Mitrovici i Ruža Delić medicinska sestra Klinike za kardiohirurgiju Kliničkog centru Srbije
- 2018. godine: Milјojkа Stanisavlјević, glavna sestra Pneumoftiziološke službe Opšte bolnice Čačak i Denis Škrinjar medicinski tehničar Klinike za hematologiju Kliničkog centru Srbije
- 2019. godine: Žikica Đorđević, medicinska sestra Službe ginekologije i akušerstva Opšte bolnice u Negotinu i Hajrija Zurapi, sa Klinike za alergologiju i imunologiju Kliničkog centru Srbije
- 2022. godine: Dragica Miličanović, Božanka Živojinović Divnić, Snežana Đurić Stanković, Olgica Živković [8]
- 2023. godine: Sunčica Šikota, Klinika za urgentnu medicinu i Svetlana Krstić, iz jedinice intenzivne nege hirurgije i koronarne jedinice u Loznici [9]
- 2024. godine: Danijela Grujić, Opšta bolnica Zdravstvenog centra Aranđelovac i Dragana Bogdanov, Klinika za urologiju.[10]

## Spoljašnje veze
- „Variola vera” i umetnička sloboda („Politika”, 26. april 2022)